# Славомир
Славомир (словац. Slavomír; вторая половина IX века) — славянский князь из династии Моймировичей, который некоторое время был правителем Великой Моравии.
В 870 году король Восточно-Франкского королевства Людовик II поддержал восстание Святополка против своего дяди и сюзерена Ростислава, князя Великой Моравии. Ростислав был схвачен, передан франкам и ослеплён. Однако франки решили захватить и восточную часть страны, которую Святополк желал для себя. После протеста Святополка они пленили его и попытались завоевать всю страну.
Эта попытка привела к восстанию, возглавленному князем Славомиром, которого избрали новым правителем Великой Моравии. Франки быстро освободили своего бывшего союзника Святополка и послали его с сильными баварскими войсками в моравские земли. Несмотря на большие подарки и обещания от франкского короля, Святополк тайно связался со Славомиром, который подчинился законному князю. Святополк принял командование над войсками Великой Моравии, напал на баварское войско и после решительной победы освободил всю страну.